# 인천청호초등학교
인천청호초등학교는 대한민국 인천광역시 서구에 있는 공립 초등학교이다.

## 연혁
- 2021년 3월 1일 : 청호초등학교 개교

## 같이 보기
- 인천청호중학교